# Moorbad Harbach
Moorbad Harbach là một thị trấn ở huyện Gmünd trong bang Niederösterreich, ở nước Áo. Đô thị này có diện tích 35,51 km², dân số năm 2001 là 703 người.